# Rachesa reventador
Rachesa reventador är en fjärilsart som beskrevs av Lemaire 1975. Rachesa reventador ingår i släktet Rachesa och familjen påfågelsspinnare. Inga underarter finns listade.